# Годемир
Годемир или Годимир (око 970—1000/1030) је био хрватски бан из 10. века.

## Биографија
Годимир се у редоследу банова помиње одмах након првог бана Прибине. У изворима га срећемо у исправи његове сестре Јеленице из 1028. године којом она дарује манастир Светог Кршевана у Задру земљом у градској околини. Архиђакон Иван Горички у својој хроници пише да, када се власт хрватског бискупа проширила до Драве 1030.тих година, Годемир је био бан Славоније. Годимир се помиње и у исправи краља Петра Крешимира из 1066/7. године, као моћни бан из доба владавине краља Михаила Крешимира и Држислава. 